# Curius chemsaki
Curius chemsaki là một loài bọ cánh cứng trong họ Cerambycidae.